# Volkswagen Routan

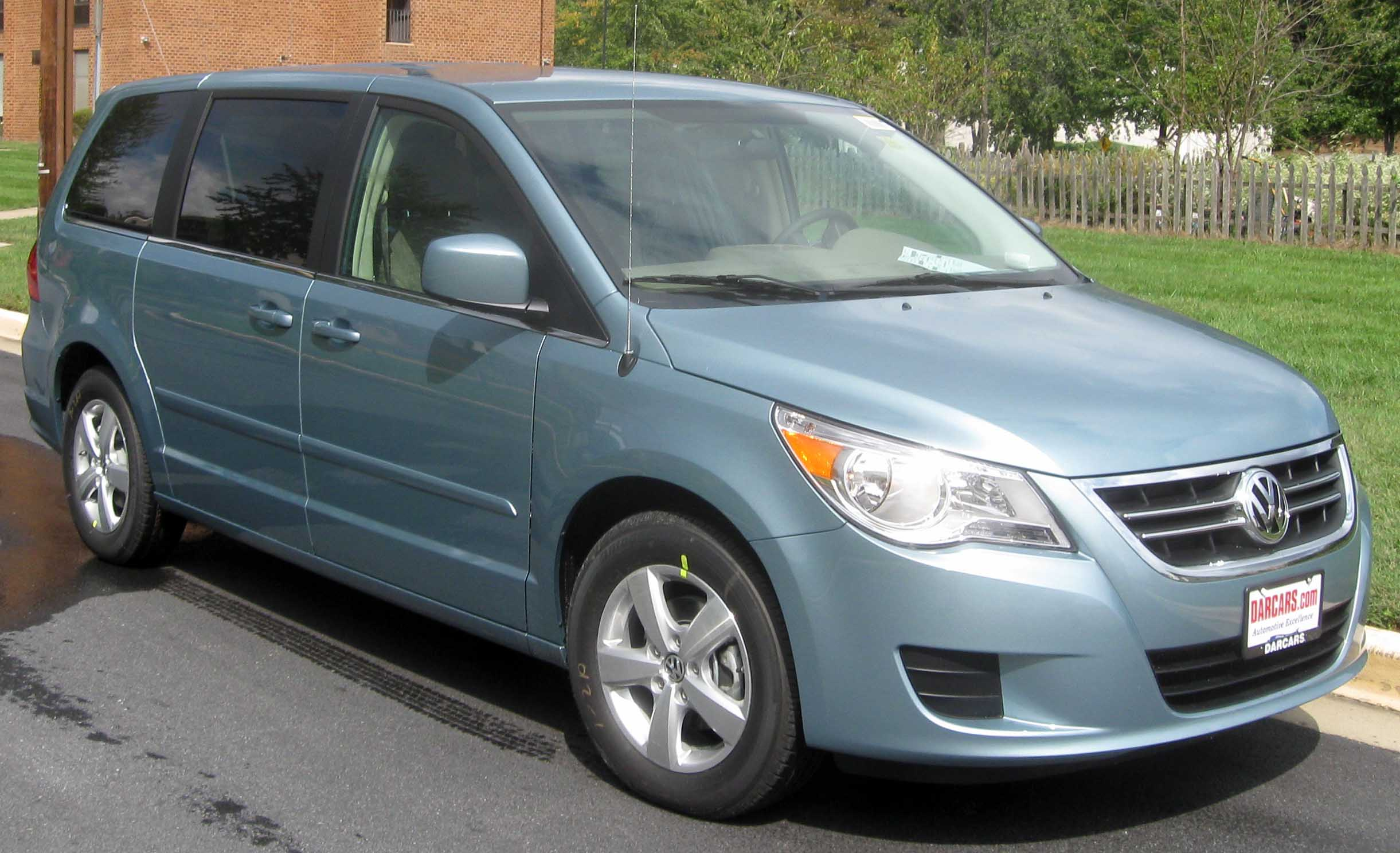
Volkswagen Routan uit 2009

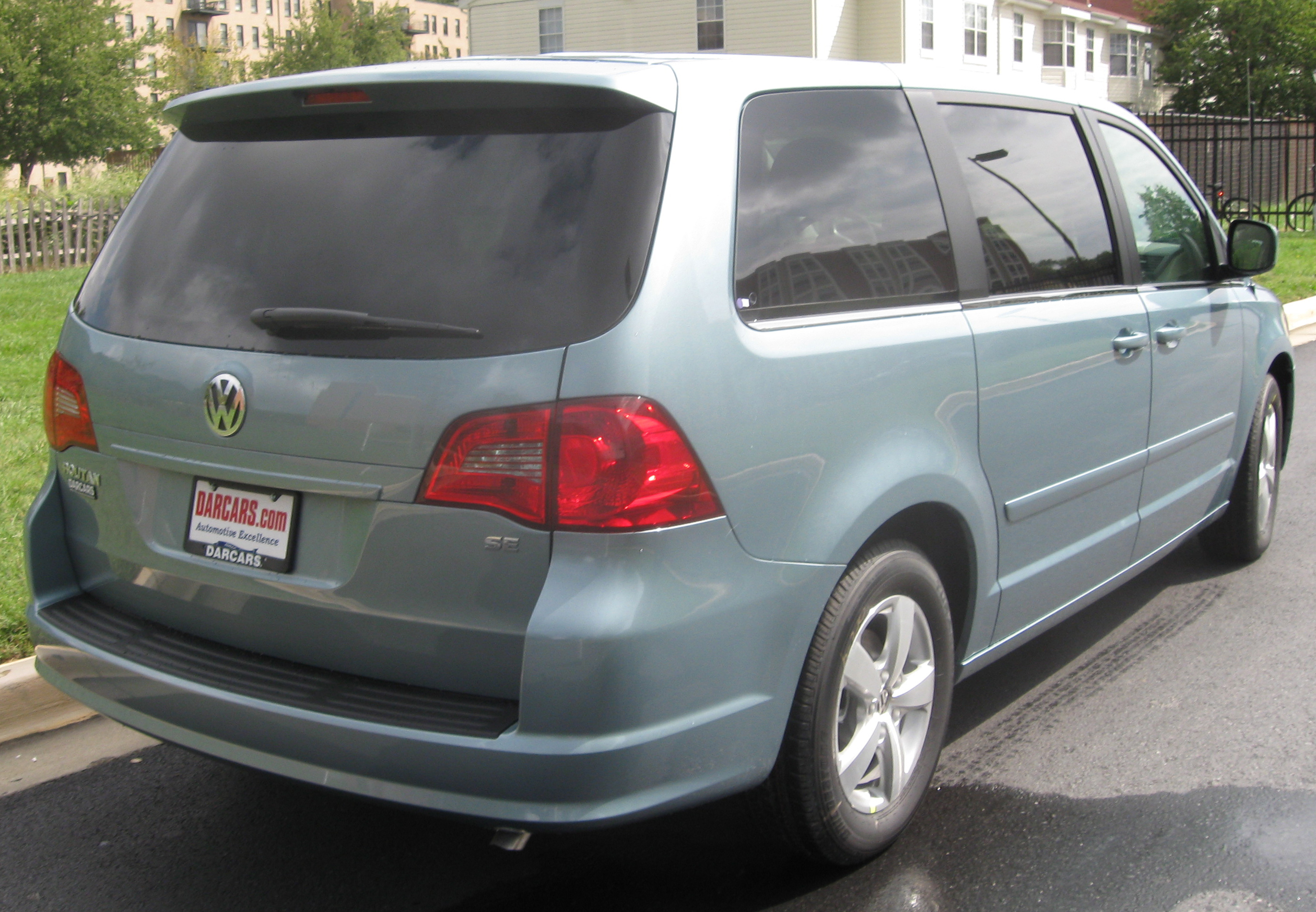
Volkswagen Routan uit 2009

De Volkswagen Routan is een MPV van Volkswagen die speciaal op Noord-Amerika gericht is en dus alleen daar te koop is. De auto is via badge-engineering verkregen uit een Chrysler Voyager. Het model wordt ook door Chrysler gebouwd bij diens fabriek in het Canadese Windsor.
De auto is gemaakt voor zeven personen en is met typisch Amerikaanse motoren te verkrijgen variërend van een 3.8 L V6 tot een 4.0 L V6. Verder is de auto standaard uitgerust met elektrische schuifdeuren achter waar elektrisch bediende ramen in zitten. Hij zal in de Verenigde Staten, Canada en Mexico verkocht worden. De prijzen variëren van $25.200,- in de VS tot $48.465,- in Canada (USD).